# OGLE-TR-56
OGLE-TR-56 — перша зірка, біля якої відкрили позасонцеву планету транзитним методом.
Планета, названа OGLE-TR-56 b, належить до рідкісного типу короткоперіодичних гарячих юпітерів (велетенських планет із періодом обертання порядку 1-2 доби). За глибиною транзиту вираховані її радіус та щільність.

## Фізичні характеристики
З уваги на погану визначеність відстані (~1500 пс) зірки від нас, інформація за OGLE-TR-56 неточна. Світило належить до класу является жовтих карликів (тип G). Неозброєним оком не спостережувана (зоряна величина 16,6). Координати (2000): RA = 17 56 35.51 DEC = −29 32 21.2 (сузір'я Стрільця)